# Grandi dimissioni
Le Grandi dimissioni (dall'inglese Great Resignation o Big Quit) sono una tendenza economica in cui i dipendenti si dimettono volontariamente in massa dai loro posti di lavoro. Il fenomeno è iniziato nell'estate 2021 negli Stati Uniti d'America, dopo che il governo si è rifiutato di fornire protezioni ai lavoratori in risposta alla pandemia di COVID-19, con conseguente stagnazione mentre aumentava il costo della vita.

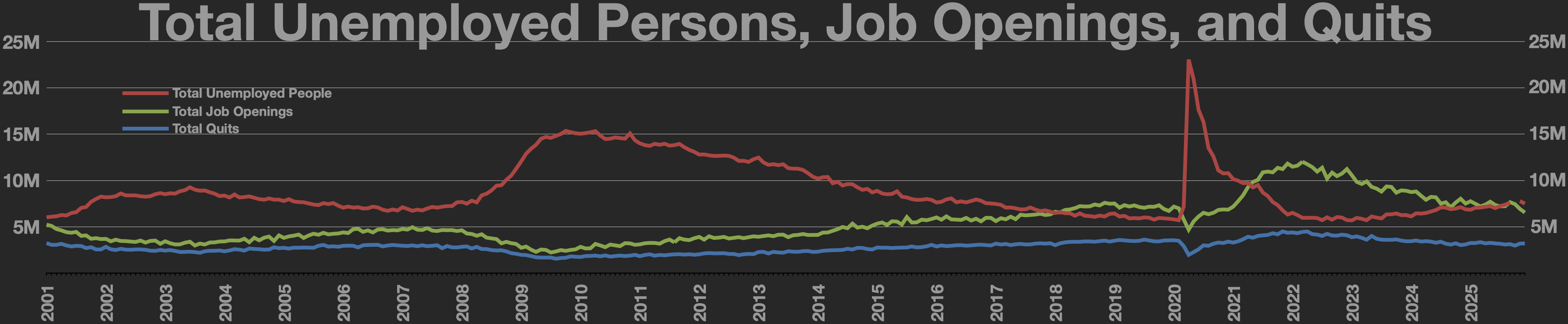
Numero di offerte di lavoro, persone che lasciano il lavoro e disoccupati che cercano lavoro negli Stati Uniti nel tempo. Le aperture e le cessazioni escludono i lavori agricoli.

Alcuni hanno descritto le Grandi dimissioni come una forma mascherata di sciopero, mentre si discuteva dello Striketober, un'ondata di scioperi prevista per l'ottobre 2021. Secondo altri, il fenomeno è più complesso e dovuto al fatto che il mercato del lavoro sta cambiando molto rapidamente. In misura minore, il fenomeno si sta presentando anche in Europa.

## Termine
Il termine è stato coniato da Anthony Klotz, professore di management alla Mays Business School della Texas A&M University, che ha previsto l'esodo di massa nel maggio 2021.
Un'altra espressione corrente è Big Quit.

## Un fenomeno paradossale
L'Ufficio americano di Statistica sul lavoro (Bureau of Labor Statistics) pubblica ogni mese un rapporto sul turnover lavorativo (Job Openings and Labor Turnover Survey, JOLTS), da cui risulta che dal 2000 al 2019, il tasso di dimissioni negli Stati Uniti non aveva mai superato il 2,4% dei lavoratori al mese.
Normalmente, l'aumento dei tassi di dimissioni indica che i lavoratori credono di poter trovare un lavoro meglio pagato; questo di solito corrisponde a periodi di stabilità economica e tassi di disoccupazione abbastanza bassi. Al contrario, durante i periodi di alta disoccupazione, diminuisce sia il tasso di assunzione che il tasso di dimissioni. Per esempio, durante la Grande recessione, negli Stati Uniti il tasso di assunzione è sceso dal 3,7% al 2,8%, e quello di dimissioni dal 2,0% all'1,3%.
Il tasso di dimissioni negli Stati Uniti durante la pandemia di COVID-19 ha inizialmente seguito questo modello: infatti, in marzo e aprile 2020, un record di 13,0 e 9,3 milioni di lavoratori (8,6% e 7,2%) sono stati licenziati, e il tasso di dimissioni è successivamente sceso a 1,6%, livello più basso da 7 anni. Tuttavia, nell'estate 2020, mentre la pandemia continuava, i lavoratori paradossalmente hanno lasciato il loro lavoro in gran numero. Questo nonostante una continua carenza di manodopera e un'alta disoccupazione.
Alcuni analisti hanno contestato le proporzioni del fenomeno e in particolare il concetto che si tratti di un "record". Per esempio Jay L. Zagorsky, economista all'Università di Boston ricorda che si stanno considerando solo gli ultimi 20 anni e che il rapporto JOLTS non copre tutti i settori produttivi. Secondo Zagorsky, ci sono periodi storici dove c'è stato un picco di dimissioni analogo.

### Stati Uniti
La maggior parte dei licenziamenti e delle dimissioni hanno riguardato le donne, che lavorano in modo sproporzionato nei settori più colpiti dai lockdown, come i servizi alla persona e gli asili.
Nel settembre 2021, secondo l'Harvard Business Review hanno dato le dimissioni principalmente:
- impiegati fra i 30 e i 45 anni, quindi della generazione dei "millennials", probabilmente perché più esperti e dunque più ricercati in questa fase;
- impiegati nel settore tecnologico e sanitario, probabilmente per motivi opposti: il settore tecnologico è in grande espansione e gli impiegati hanno cercato di sfruttare le opportunità di crescita professionale, mentre il settore sanitario è sotto pressione e molti dipendenti hanno preferito terminare il rapporto di lavoro, senza necessariamente considerare prospettive di carriera.

L'idea che le Grandi dimissioni abbiano riguardato essenzialmente la generazione dei "millennials" è messa in discussione da uno studio dell'Università della Colombia Britannica: secondo questo studio, la maggioranza dei dimissionari americani sono nati tra il 1946 e il 1964, quindi appartengono alla generazione dei boomer. Il fenomeno sarebbe collegato alla salita dei prezzi nel mercato immobiliare: mentre le generazioni X e Y vivono in affitto, i "boomer" sono spesso proprietari di case e hanno deciso di venderle in modo da evitare di rientrare nel mercato lavorativo dopo la pandemia.

### Europa
Un sondaggio su 5.000 persone in Belgio, Francia, Regno Unito, Germania e Paesi Bassi condotto dalla società di risorse umane SD Worx ha rilevato che i dipendenti in Germania hanno avuto il più alto numero di dimissioni legati a COVID-19, con il 6,0% dei lavoratori che hanno lasciato il loro lavoro. Seguono il Regno Unito con il 4,7%, i Paesi Bassi con il 2,9% e la Francia con il 2,3%. Il Belgio ha avuto il minor numero di dimissioni con l'1,9%..

### Italia
In Italia, l'incremento di dimissioni volontarie si è registrato finora nel secondo trimestre (tra aprile e giugno) 2021, con un aumento dell'85% rispetto all'anno precedente. Il trend è proseguito per tutto il resto del 2021 e del 2022, quando si è toccato un tasso di dimissioni oltre il 3%. Si sono dimesse soprattutto persone di età compresa fra i 26-35 anni (70%) e tra 36-45 anni (30%), principalmente impiegati (82%) del Nord Italia (79%). 
I comparti più coinvolti sono soprattutto Informatica e Digitale (32%), Produzione (28%) e Marketing e Commerciale (27%). Un ambito dove le dimissioni volontarie destano preoccupazione è quello sanitario.
I lavoratori che si sono dimessi non hanno abbandonato il mercato del lavoro: la maggior parte di loro, in numero anche superiore rispetto al passato, ha rapidamente trovato un altro impiego. L'espressione "fuga dal lavoro" dunque è fuorviante: si tratta piuttosto di una riallocazione nel mercato del lavoro.
Tuttavia, secondo una ricerca del sindacato CISL del 2023 su un campione di 2200 persone, solo 6 lavoratori su 10 aveva una prospettiva di un altro impiego dopo le dimissioni. Gli altri 4 hanno fatto un "salto nel buio".

## Fenomeno temporaneo o strutturale?
Secondo Claudia Barberis,
«Il mondo è cambiato: il 2021 è stato il primo anno in cui nel mondo le ricerche di “come avviare un’attività” hanno superato quelle di “come trovare un lavoro”. È un vero e proprio capovolgimento di paradigma. Con la pandemia la gente ha cominciato a non accettare più una serie di condizioni a cui prima sottostava pensando di non avere altra scelta: oggi questa nuova scelta esiste e per tanti l’opzione migliore è ricominciare da capo.»
Heidi Shierholz, presidente dell'Istituto di Politica economica, ricorda che il fenomeno può essere solo temporaneo e collegato agli effetti della pandemia Covid. Shierholz ricorda in particolare che ci sono milioni di persone che restano fuori del mercato del lavoro per questioni di salute e sicurezza, e che molti genitori - in particolare le madri - sono fuori del mercato del lavoro perché non hanno ottenuto di poter lavorare da casa e dunque non possono seguire i figli che devono fare didattica a distanza.
Altri movimenti culturali contro il lavoro o che hanno come obiettivo la rinuncia al lavoro esistevano già prima della pandemia, come ad esempio il FIRE movement, mentre un movimento analogo che prende il nome di Tang Ping ("stendersi a terra") è nato in Cina nell'aprile 2021 come forma di ribellione all'iperproduttività e alle pressioni sociali legate al lavoro.
Per dare un giudizio complessivo del fenomeno è inoltre importante considerare come il numero di dimissioni osservato nel 2021-2022 non rappresenti un unicum nella storia recente delle economie sviluppate. In Italia, per esempio, il tasso di dimissioni nei primi anni 2000 era molto simile, se non superiore, a quello osservato dopo la pandemia da Covid-19. L'interpretazione della  “eccezionalità” sembra poggiare su basi fragili alla luce dei dati: la spiegazione della “normalità” e della coerenza con il quadro macroeconomico complessivo, dinamico e in forte crescita, sembra la più adatta per inquadrare il fenomeno.